# ガイウス・アティリウス・レグルス・セッラヌス
ガイウス・アティリウス・レグルス・セッラヌス（ラテン語: Gaius Atilius Regulus Serranus、生没年不明）は共和政ローマ中期の政治家、軍人。執政官（コンスル）に二度選出され、第一次ポエニ戦争を戦った。

## 経歴

### 最初のコンスルシップ
紀元前257年、一度目の執政官に選出された。同僚執政官はグナエウス・コルネリウス・ブラシオであり、カルタゴ軍を相手に第一次ポエニ戦争を戦った。同年、レグルスはティンダリス沖の海戦でカルタゴ艦隊に勝利したが、ローマ艦隊も損害を受けている。その後苦難の末にリーパリ島とマルタ島を占領した。ローマに戻ると凱旋式を挙行する栄誉を得た。

### 二度目のコンスルシップ
紀元前250年には二度目の執政官に選出された。同僚執政官はルキウス・マンリウス・ウルソ・ロングスであり、ウルソも2回目の執政官であった。この年、ローマ軍はプロコンスル（前執政官）のルキウス・カエキリウス・メテッルスの指揮の下、パノルムスの戦いで輝かしい勝利をあげている。この勝利で戦争の終結も近いと考え、ローマは二人の執政官を4個軍団と艦船200隻と共にシケリア（シチリア）へ派遣した。レグルスはシケリアにおけるカルタゴの最重要都市であるリリバエウム（Lilybaeum、現在のマルサーラ）を攻撃した。しかし強襲は失敗し多くの兵を失ったため、戦法を封鎖に切り替えた（リルバイウムの戦い）。

## 一族について
ウィリアム・スミスによると、ガイウス・アティリウス・レグルスは、アティリウス氏族で初めてセッラヌスの姓を名乗った人物である。その後子孫はセッラヌスを名乗ることになった。紀元前218年のプラエトルで紀元前216年の執政官選挙で落選したガイウス・アティリウス・セッラヌスは彼の子であり、セッラヌスの名前を持つプラエトルや執政官は全て彼の家系である。子孫の一人であるセクストゥス・アティリウス・セッラヌスは紀元前136年に執政官となっている。

## 参考資料
- William Smith, Dictionary of Greek and Roman Biography and Mythology, 1870, "G. Atilius M. f. M. n. Regulus Serranus"
- William Smith, Dictionary of Greek and Roman Biography and Mythology, 1870, "Serranus"